# Bridge to Nowhere (Album)
Bridge to Nowhere ist das dritte Studioalbum der US-amerikanischen Melodic-Hard-Rock-Band Hypnogaja und das zweite, das von dem Indie-Label Union State Records veröffentlicht wurde.

## Umfang
Es erschien am 4. August 2003 und umfasst 12 Tracks. Manche Songs, wie Nowhere, Need to Belive und Spaceman sind auch auf dem 8-Track-Album Kill Switch enthalten. Das Album wird auch online verkauft. Unterstützt wurde die Band bei der Produktion von der ehemaligen Sängerin der Band Sandy Brown, Leticia Asencio, Lina, Sarah Wallace und Wendy Waldman, die alle im Hintergrund sangen. Letztere wurde sogar mit einem Grammy ausgezeichnet.

## Besetzung
- Jason „ShyBoy“ Arnold – Gesang/Programming/Turntables
- Jean-Yves „Jeeve“ Ducornet – Gitarre
- Leif Bunting – Bass/Backgroundgesang
- Tim Groeschel – Schlagzeug/Gitarre
- Mark Nubar Donikian – Piano/Keyboard
- Sandy Brown – Backgroundgesang
- Lina – Backgroundgesang
- Leticia Asencio – Backgroundgesang
- Wendy Waldman – Backgroundgesang
- Sarah Wallace – Backgroundgesang
- John Scott – Produzent
- Cat Jimenez – Designer

## Songs (Auswahl)
Time (Goes On) handelt über das Leben. Inhaltlich geht es darum, dass die Zeit stets weiterläuft und weder angehalten noch rückgängig gemacht werden kann. In dem Song hört man mehrere musikalische Einflüsse, die die Band verwendete, etwa Hip-Hop- und Electronic-Elemente. Zudem hört man heraus, dass Sänger Jason Arnold aus als DJ aktiv ist. Spaceman, das sechste Lied des Albums ist zudem auch das einzige Lied, das nur mit Akustikinstrumenten gespielt wird. Inhaltlich geht es in dem Song darum, dem alltäglichen Leben zu entfliehen, indem man sich als Astronaut fantasiert und die Ruhe des Weltraums genießt. Voodoo Baby handelt um die Bestechlichkeit des Menschen durch das Geld. Dabei wirkt das Geld wie ein Voodoo-Zauber. The Ballad of Johnny Alright handelt von Johnny, einem Menschen mit einem verklärten Lebensbild. Dieser weiß nicht, was richtig oder falsch und gut oder böse ist. In dem Song wird seine Leichtgläubigkeit und die Manipulation seiner Mitmenschen als Grund angegeben. Ein weiterer Song des Albums ist „Outside, Looking In“ in dem es darum geht, dem Hörer die unterschiedlich psychischen Verfassungen, die jedes Individuum besitzen kann, näher zu bringen. Der Song wird von einem allwissenden Erzähler wiedergegeben.

### Tracks
| - 1. Need to Believe - 2. Crash - 3. Time (Goes On) - 4. On the Other Side | - 5. Nothing Box - 6. Spaceman - 7. Prelude to Nowhere - 8. Nowhere | - 9. Voodoo Baby - 10. Ballad of Johnny Alright - 11. Outside, Looking in - 12. Dawn |